# Rothmühl (Malgersdorf)
Rothmühl ist ein Ortsteil der Gemeinde Malgersdorf im niederbayerischen Landkreis Rottal-Inn.

## Geografie und Verkehrsanbindung
Der Weiler liegt etwa 1,5 km südwestlich von Malgersdorf und ist als Streusiedlung entlang der Kreisstraße PAN 35 angeordnet.